# 家谷和男
家谷 和男（いえたに かずお、1977年8月25日 - ）は、兵庫県たつの市出身の陸上競技選手・指導者。専門は長距離種目。 

## 来歴
姫路商業高校卒業後、1996年に山陽特殊製鋼に入社。 
2001年の全日本実業団ハーフマラソン大会で2位入賞。同年の東アジア競技大会では日本代表としてハーフマラソンに出場、優勝を飾る。 
2005年の世界ハーフマラソン選手権では、日本代表としてトップの8位入賞。日本の団体3位に貢献した。同年のアジア陸上競技選手権では10000mに出場し5位に入賞している。 
ニューイヤー駅伝では、2002年と2005年に当時の最長区間であった2区で区間3位と好走した。 
2014年をもって現役を引退。2017年より山陽特殊製鋼陸上競技部の監督に就任。 

## 自己記録
- 5000m　13分36秒93（2006年ホクレンディスタンスチャレンジ）
- 10000m　28分13秒83（2001年全日本実業団対抗陸上競技選手権大会）
- ハーフマラソン　1時間1分30秒（2001年全日本実業団ハーフマラソン大会）
- マラソン　2時間12分37秒（2001年東京国際マラソン）

## 実績
| 年                | 大会                              | 会場                 | 結果              | 種目              | 補足              |
| Representing 日本 | Representing 日本                 | Representing 日本    | Representing 日本 | Representing 日本 | Representing 日本 |
| ----------------- | --------------------------------- | -------------------- | ----------------- | ----------------- | ----------------- |
| 2001              | East Asian Games                  | 日本大阪市           | 1st               | Half Marathon     | 1:04:49           |
| 2005              | Asian Championships               | 大韓民国、仁川広域市 | 5th               | 10,000 m          | 29:50.17          |
| 2005              | World Half Marathon Championships | カナダ、エドモントン | 8th               | Half Marathon     | 1:02:26           |

## 参照資料
- 家谷和男 - ワールドアスレティックスのプロフィール（英語）
- 家谷和男 - ワールドアスレティックスのプロフィール（英語）